# Lucas Heidepriem

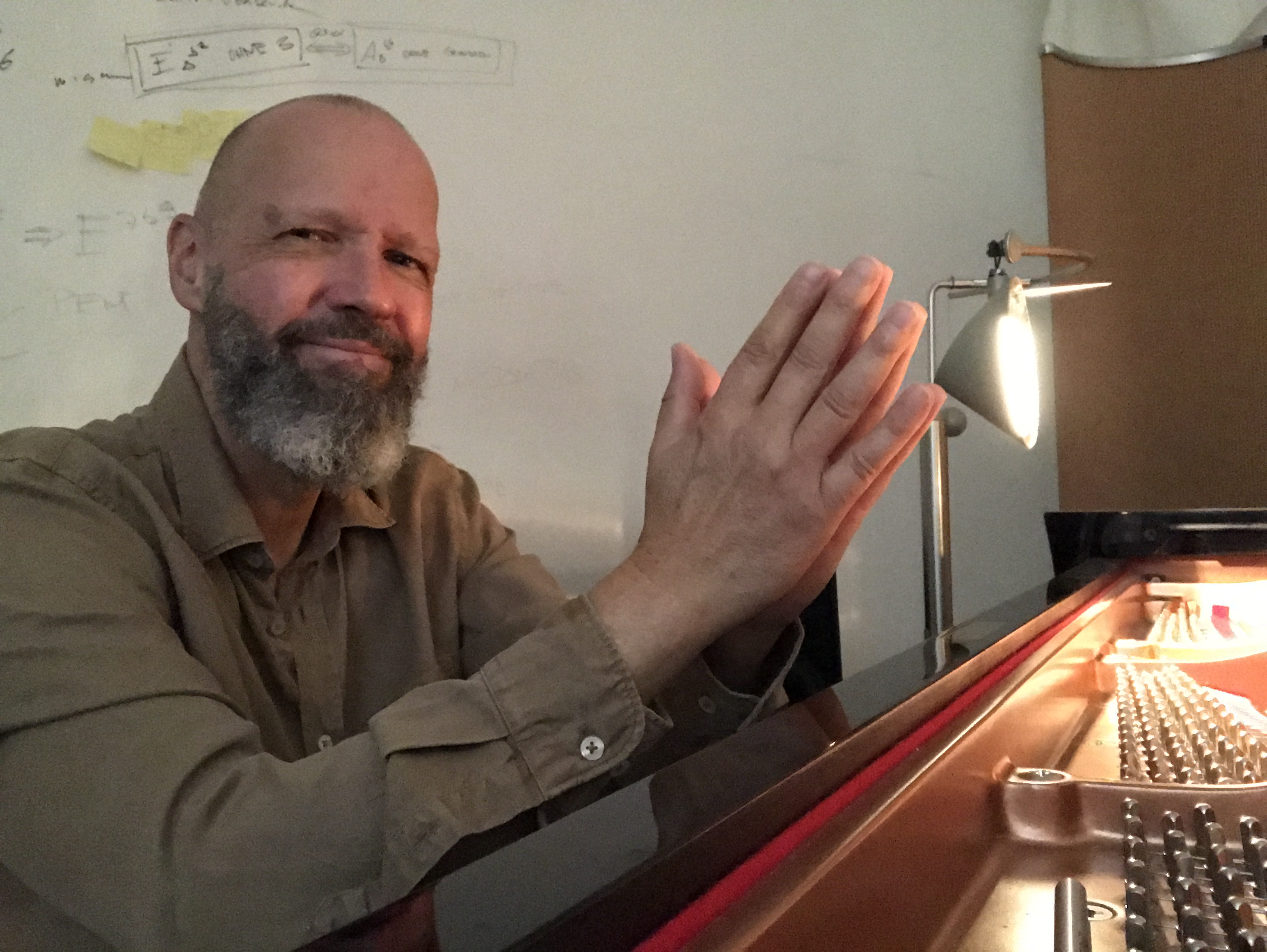
Lucas Heidepriem 2021

Lucas Heidepriem (* 20. November 1960 in Freiburg im Breisgau) ist ein deutscher Komponist und Pianist des Modern Jazz (ehemaliger Jazz Posaunist).

## Leben und Wirken
Lucas Heidepriem gehörte in den 90er Jahren zur absoluten Europäischen Posaunen-Elite. Als Schüler von Albert Mangelsdorff wurde er schon in jungen Jahren zum Hoffnungsträger der Deutschen Jazz-Posaune. Eine Lippen-Gewebserkrankung (Leukoplakie) setzte seiner Laufbahn als Jazz-Posaunist 1993 ein plötzliches Ende. Heidepriem zog sich zunächst von der Jazz-Szene zurück und nahm ein klassisches Klavierstudium auf. Nach langjähriger Studienzeit bei Erik Siefert (Hochschule für Musik Freiburg) knüpft er als Pianist an die Zeit seines Wirkens als Jazzmusiker an und gründete 2006 das Lucas Heidepriem Trio. 2008 veröffentlicht er seine Debüt Trio CD Album Next Return. Sein Kontemplatives Piano Spiel sorgte bei seinem Comeback in der Fachwelt für Aufsehen. George Gruntz über Lucas sein Comeback „Im Panorama der weltweiten Piano-Elite nimmt Lucas mit seiner nachdenklichen tiefsinnigen, von großer improvisatorischer Freiheit geprägten Musik einen kultur-strategischen Platz ein“. 2015 Veröffentlicht Lucas seine zweite Trio CD Silence in Motion mit der Amerikanischen Jazz-Legende Peter Erskine am Schlagzeug und dem Bassist Johannes Schaedlich. 2019 nahm Lucas Heidepriem seinen Sohn, den Schlagzeuger Michael Heidepriem, in sein Trio, mit dem er seine dritte Trio CD Silent Life veröffentlicht. Lucas stammt aus einer Musiker-Familie, Vater Waldi Heidepriem und die Brüder Thomas, Matthias und Sebastian sind auch Jazzmusiker.
Lucas Heidepriem ist Träger des Nachwuchspreis der Deutschen Phono-Akademie 1982 und erhielt den Jazzpreis Baden-Württemberg 1991.

## Diskographische Hinweise
- Lucas Heidepriem Quartet: Voicings (1991, In + Out Records)
- Lucas Heidepriem Trio: Next Return (2008, In + Out Records)
- Lucas Heidepriem Trio: Silence in Motion (2015, In + Out Records)
- Lucas Heidepriem Trio: Silent Life (2021 Unit Records)